# Stor ögontröst
Stor ögontröst (Euphrasia rostkoviana) är en växtart i familjen snyltrotsväxter.